# Marine Gauthier
Marine Gauthier (Saint-Étienne, 23 gennaio 1990) è un'ex sciatrice alpina francese specialista delle gare veloci.

## Biografia
La Gauthier, originaria di Tignes e attiva in gare FIS dal dicembre del 2005, ha esordito in Coppa Europa il 15 febbraio 2007 a Sella Nevea in supergigante, senza completare la prova; nella stagione seguente ha raccolto i primi punti nel circuito continentale ed è stata convocata per i Mondiali juniores di Formigal, dove è stata 11ª nella discesa libera.
Il 24 gennaio 2009 ha disputato la sua prima gara di Coppa del Mondo, la discesa libera di Cortina d'Ampezzo, piazzandosi 55ª. Nel marzo seguente si è laureata campionessa mondiale juniores a Garmisch-Partenkirchen nella discesa libera e l'anno seguente nella medesima competizione si è ripetuta, conquistando la medaglia d'oro questa volta nel supergigante disputato a Megève. Nell'estate del 2012 ha subito un grave infortunio atterrando male in una sessione di allenamento al trampolino, procurandosi una lesione di due legamenti della caviglia (per la quale si è dovuta operare) oltre che una contusione del malleolo interno.

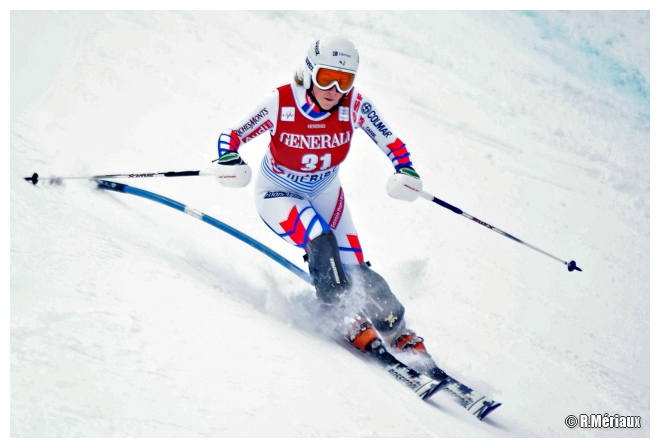
Marine Gauthier in gara a Méribel nel 2013

In Coppa del Mondo ha ottenuto il suo miglior piazzamento il 7 dicembre 2013 a Lake Louise in discesa libera (18ª) e ha preso per l'ultima volta il via il 7 marzo 2015, nella discesa libera di Garmisch-Partenkirchen dove è stata 37ª. Si è ritirata al termine di quella stessa stagione 2014-2015 e la sua ultima gara è stata lo slalom gigante dei Campionati francesi 2015, il 28 marzo a Serre Chevalier, chiuso dalla Gauthier al 13º posto; in carriera non ha preso parte né a rassegne olimpiche né iridate.

## Palmarès

### Mondiali juniores
- 2 medaglie:
  - 2 ori (discesa libera a Garmisch-Partenkirchen 2009; supergigante a Monte Bianco 2010)

### Coppa del Mondo
- Miglior piazzamento in classifica generale: 96ª nel 2012

### Coppa Europa
- Miglior piazzamento in classifica generale: 52ª nel 2010

### South American Cup
- Miglior piazzamento in classifica generale: 3ª nel 2008
- 4 podi:
  - 2 vittorie
  - 2 terzi posti

#### South American Cup - vittorie
| Data              | Località          | Paese | Specialità |
| ----------------- | ----------------- | ----- | ---------- |
| 6 settembre 2007  | Termas de Chillán | Cile  | GS         |
| 11 settembre 2007 | Termas de Chillán | Cile  | DH         |

Legenda:

DH = discesa libera

GS = slalom gigante

### Campionati francesi
- 1 medaglia[1]:
  - 1 argento (discesa libera nel 2010)